# Solar Soul
Solar Soul est le septième album studio du groupe de métal Samael sorti en 2007.

## Pistes
1. Solar Soul - 3:44
2. Promised Land - 3:58
3. Slavocracy - 3:30
4. Western Ground - 4:06
5. On The Rise - 3:52
6. Alliance - 3:40
7. Suspended Time - 3:45
8. Valkyries' New Ride - 3:55
9. Ave - 4:15
10. Quasar Waves - 3:38
11. Architect - 3:50
12. Olympus - 4:40